# Tanti auguri a te
Tanti auguri a te (Happy Birthday to You) è la versione italiana di una celebre canzone inglese utilizzata nel mondo occidentale per festeggiare la ricorrenza del compleanno.

## Storia
La melodia originale venne composta nel 1893 da due sorelle statunitensi, Mildred Jane Hill (Louisville, 27 giugno 1859 - Chicago, 5 giugno 1916) e Patty Smith Hill (Anchorage, 27 marzo 1868 - New York, 25 maggio 1946), quando erano maestre di asilo a Louisville (Kentucky). I versi vennero creati come un saluto di ingresso all'aula da parte della classe, e recitavano Good Morning to All ("Buongiorno a tutti"). Non è noto con certezza chi abbia composto le parole del testo definitivo in inglese del quale quello italiano è la traduzione.

## Testo

### Originale in inglese
Happy birthday to you

Happy birthday dear [NAME]

Happy birthday to you.»

### In italiano
In alcune versioni il nome del festeggiato viene sostituito dagli aggettivi felici o sinceri mentre in altre dalla ripetizione di tanti auguri.

## Rielaborazioni e cover
Tra le rielaborazioni della famosa melodia vanno ricordate due originali orchestrazioni: il Greeting Prelude di Igor Stravinskij, composto per gli ottant'anni del direttore d'orchestra francese Pierre Monteux e Happy Birthday di Aaron Copland.
I Beatles suonarono una versione del brano in stile rock 'n' roll durante una delle tante trasmissioni live alla BBC. Questa versione è stata poi pubblicata sul triplo album On Air - Live at the BBC Volume 2 col titolo di Happy Birthday Dear Saturday Club.

## Influenza culturale
- Il gruppo italiano Elio e le Storie Tese ha prodotto una canzone intitolata Al mercato di Bonn, dove azzardano di aver scoperto che la musica di Tanti auguri a te faccia parte di un più ampio inedito di Beethoven. La canzone doveva comparire sull'album del 2003 Cicciput, ma è stata rimossa per la presunta violazione dei diritti d'autore, in quanto i supposti detentori dei diritti di Tanti auguri a te non avevano concesso l'autorizzazione ad usarla. Nel 2015 è stato accertato che la canzone in realtà era in pubblico dominio. Nel loro primo album Elio Samaga Hukapan Kariyana Turu il tastierista del gruppo Rocco Tanica canta la canzone registrata al contrario.

## Esibizioni pubbliche
Una delle esibizioni più famose di Happy Birthday to You fu quella di Marilyn Monroe di rendizione al Presidente degli Stati Uniti John F. Kennedy nel maggio del 1962. Un altro uso notevole fu quello del pianista comico Victor Borge, che suonava la canzone nei vari stili di diversi compositori, oppure iniziava a suonare la Sonata al chiaro di luna, passando agevolmente alla canzone.
I Beatles registrarono Happy Birthday Dear Saturday Club per il quinto anniversario del programma radiofonico della BBC. Questa registrazione è inclusa nell'album compilativo On Air – Live at the BBC Volume 2, uscito nel 2013.
In un episodio del 1998 dello spettacolo televisivo Sports Night, intitolato "Proprietà Intellettuale", il personaggio Dan Rydell canta la canzone al suo co-conduttore durante una trasmissione, costringendo la sua rete a pagare diritti d'autore e inducendolo a chiedere ai suoi colleghi di scegliere per lui canzoni di dominio pubblico da cantare per i loro compleanni.
Nel documentario del 1987 Eyes on the Prize sul movimento per i diritti civili negli Stati Uniti, c'è una scena di festa di compleanno in cui lo scoraggiamento del Dr. Martin Luther King Jr. inizia a dissiparsi. Dopo la sua uscita iniziale, il film non fu disponibile per la vendita o la trasmissione per molti anni a causa dei costi per la liberatoria dei diritti d'autore, di cui Happy Birthday to You faceva parte. Contributi nel 2005 per la liberatoria dei diritti d'autore permisero alla PBS di ritrasmettere il film.
Nel 2010, il direttore di musica classica occidentale Zubin Mehta ha diretto l'orchestra a suonare variazioni di Happy Birthday to You nello stile di vari compositori di musica classica occidentale, tra cui Wagner, Bach, Mozart e Beethoven, e nello stile delle composizioni viennesi, di New Orleans e ungheresi.
Il 5 agosto 2013, nel primo anniversario dell'atterraggio su Marte, il rover Curiosity della NASA ha festeggiato il suo "compleanno" quando gli ingegneri presso il Goddard Space Flight Center hanno usato lo strumento Sample Analysis at Mars (SAM) per far sì che il rover "cantasse" Happy Birthday to You sulla superficie marziana.
Nell'episodio del 6 marzo 2014 della serie di Comedy Central The Colbert Report, Stephen Colbert ha cercato di cantare la canzone in onore del 90º anniversario della sua pubblicazione nel 1924, ma è stato impedito a causa delle questioni di copyright. Colbert ha invece presentato la sua nuova canzone di compleanno "senza royalty" - che si rivela essere una parodia dell'inno nazionale degli Stati Uniti, e termina con la strofa "Warner Music non può querelarmi, patria dei coraggiosi".